# Brigada Papp Infanterie (Austro-Ungaria)

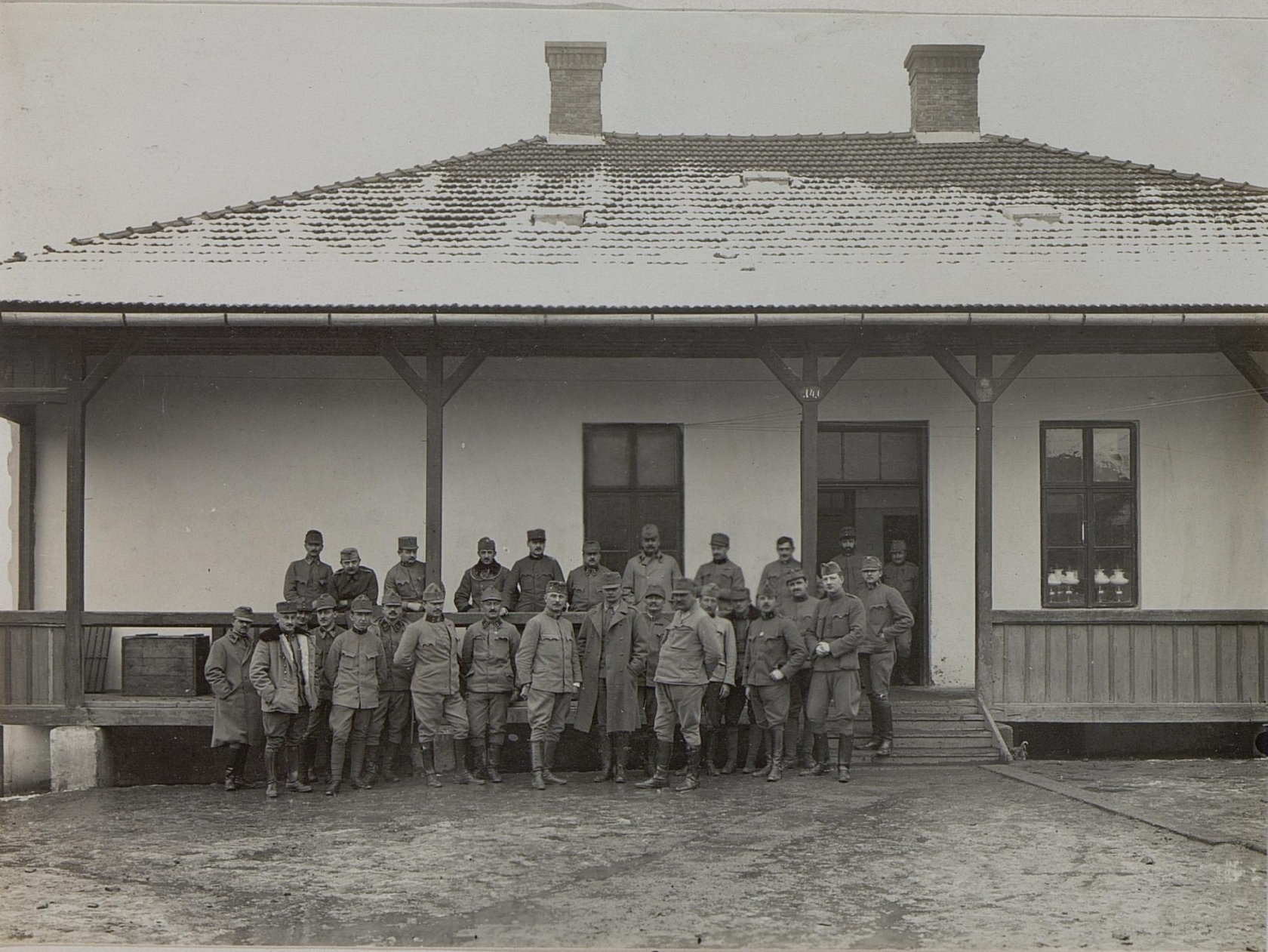
Ofițeri ai Brigăzii Papp împreună cu comandantul lor, locotenent-colonelul Dănilă Papp, la Mahala.

Brigada Papp Infanterie a fost o brigadă mixtă, fiind una din marile unități operative de nivel tactic ale Armatei Austro-Ungare, care, a participat la acțiunile militare de pe Frontul de Răsărit în timpul Primului Război Mondial. Comanda ei a revenit locotenent-colonelului (mai târziu colonel) Dănilă Papp între 14 ianuarie 1915 și 12 noimebrie 1918.
A fost creată în ianuarie 1915 prin conversia Grupului Fischer. 
Din punct de vedere al subordonării, în cea mai mare parte a timpului a fost brigadă independentă aflată în structura Grupului Pflanzer-Baltin (ulterior Armata 7 austro-ungară) sau a Corpului XI Armată austro-ungară (din Armata 7 austro-ungară), dar a făcut parte și din organica a Diviziilor 51 Infanterie Honvéd și 74 Infanterie Honvéd.
A activat inițial pe frontul din Bucovina. Din prima parte a lunii aprilie 1918 a fost încadrată Diviziei 74 Infanterie Honvéd, pentru a fi dislocată pe frontul italian până la sfârșitul Primului Război Mondial. A depus armele la Bolzano.